# Go-Fushimi
Go-Fushimi (後伏見天皇, Go-Fushimi-tennō; 5 aprile 1288 – 17 maggio 1336) è stato il 93º imperatore del Giappone secondo il tradizionale ordine di successione.

## Biografia
Il suo nome personale era Tanehito-shinnō  (胤仁親王?, Tanehito-shinnō). Si trattava del figlio maggiore dell'imperatore Fushimi.
Il suo regno durò pochi anni dal 1298 sino al 1301. Alla sua morte il corpo venne seppellito al Fukakusa no kita no Misasagi (深草北陵), città di Kyoto.